# Velimir Stjepanović
Velimir Stjepanović (Servisch: Велимир Стјепановић) (Abu Dhabi, 7 augustus 1993) is een Servische zwemmer. Hij vertegenwoordigde Servië op de Olympische Zomerspelen 2012 in Londen.

## Carrière
Bij zijn internationale debuut, op de wereldkampioenschappen kortebaanzwemmen 2010 in Dubai, strandde Stjepanović op alle afstanden waarop hij van start ging in de series.
Tijdens de wereldkampioenschappen zwemmen 2011 in Shanghai werd de Serviër uitgeschakeld in de series van zowel de 100 als de 400 meter vrije slag en de 200 meter vlinderslag. Op de Europese kampioenschappen kortebaanzwemmen 2011 in Szczecin eindigde Stjepanović als vijfde op de 200 meter vlinderslag, daarnaast strandde hij in de series van de 100, 200 en 400 meter vrije slag. Samen met Petar Petrović, Čaba Silađi en Radovan Siljevski eindigde hij als negende op de 4x50 meter wisselslag.
In Debrecen nam de Serviër deel aan de Europese kampioenschappen zwemmen 2012. Op dit toernooi eindigde hij als vijfde op de 200 meter vlinderslag, daarnaast werd hij uitgeschakeld in de series van de 400 meter vrije slag. Op de 4x200 meter vrije slag eindigde hij samen met Đorđe Marković, Stefan Sorak en Radovan Siljevski op de zevende plaats, samen met Radovan Siljevski, Boris Stojanović en Ivan Lenđer strandde hij in de series van de 4x100 meter vrije slag. Tijdens de Olympische Zomerspelen van 2012 in Londen eindigde Stjepanović als zesde op de 200 meter vlinderslag, op de 4x100 meter vrije slag werd hij samen met Milorad Čavić, Ivan Lenđer en Radovan Siljevski uitgeschakeld in de series. Op de wereldkampioenschappen kortebaanzwemmen 2012 in Istanboel strandde de Serviër in de series van zowel de 200 meter vrije slag als de 200 meter vlinderslag.
In Barcelona nam Stjepanović deel aan de wereldkampioenschappen zwemmen 2013. Op dit toernooi werd hij uitgeschakeld in de halve finales van zowel de 200 meter vrije slag als de 200 meter vlinderslag en in de series van de 400 meter vrije slag. Tijdens de Europese kampioenschappen kortebaanzwemmen 2013 veroverde hij de gouden medaille op de 200 meter vlinderslag en de bronzen medaille op de 400 meter vrije slag, daarnaast eindigde hij als vijfde op de 200 meter vrije slag. Samen met Bojan Stojanović, Radovan Siljevski en Ivan Lenđer strandde hij in de series van de 4x50 meter vrije slag.
Op de Europese kampioenschappen zwemmen 2014 in Berlijn werd Stjepanović Europees kampioen op zowel de 200 als de 400 meter vrije slag, daarnaast werd hij uitgeschakeld in de series van de 200 meter vlinderslag.
Tijdens de Europese kampioenschappen zwemmen 2016 in Londen zwom Stjepanović naar zilver op de 200 meter vrije slag. In de finale van zowel de 100 meter als de 400 meter vrije slag eindigde hij op de zesde plaats.

## Internationale toernooien
| Jaar | Olympische Spelen                         | WK langebaan                                                                      | WK kortebaan | EK langebaan                                                                      | EK kortebaan                                                                                        |
| ---- | ----------------------------------------- | --------------------------------------------------------------------------------- | --- | --------------------------------------------------------------------------------- | --------------------------------------------------------------------------------------------------- |
| 2010 |                                           |                                                                                   | 35e 50m vrije slag 28e 100m vrije slag 27e 400m vrije slag 47e 50m vlinderslag 39e 100m vlinderslag 25e 200m vlinderslag | geen deelname                                                                     | geen deelname                                                                                       |
| 2011 |                                           | 37e 100m vrije slag 26e 400m vrije slag 19e 200m vlinderslag                      | |                                                                                   | 30e 100m vrije slag 40e 200m vrije slag 23e 400m vrije slag 5e 200m vlinderslag 9e 4x50m wisselslag |
| 2012 | 6e 200m vlinderslag 13e 4x100m vrije slag |                                                                                   | 19e 200m vrije slag 16e 200m vlinderslag                                                                                 | 26e 400m vrije slag 5e 200m vlinderslag 9e 4x100m vrije slag 7e 4x200m vrije slag | geen deelname                                                                                       |
| 2013 |                                           | 13e 200m vrije slag 18e 400m vrije slag 13e 200m vlinderslag                      | |                                                                                   | 5e 200m vrije slag · 400m vrije slag · 200m vlinderslag · 12e 4x50m vrije slag                      |
| 2014 |                                           |                                                                                   | 6e 200m vrije slag · 400m vrije slag · 21e 200m vlinderslag                                                              | 200m vrije slag · 400m vrije slag · 18e 200m vlinderslag                          | |
| 2015 |                                           | 41e 100m vrije slag 12e 200m vrije slag 19e 400m vrije slag 18e 4x200m vrije slag | |                                                                                   | geen deelname                                                                                       |
| 2016 | 5-21 augustus 2016                        |                                                                                   | 7-11 december 2016 | 6e 100m vrije slag · 200m vrije slag · 6e 400m vrije slag · 11e 4x200m vrije slag | |

## Persoonlijke records
Bijgewerkt tot en met 5 juni 2016
Kortebaan
| Afstand          | Tijd    | Datum            | Plaats    |
| ---------------- | ------- | ---------------- | --------- |
| 100m vrije slag  | 48,49   | 1 november 2014  | Singapore |
| 200m vrije slag  | 1.42,48 | 3 december 2014  | Doha]     |
| 400m vrije slag  | 3.38,17 | 5 december 2014  | Doha      |
| 200m vlinderslag | 1.51,27 | 14 december 2013 | Herning   |

Langebaan
| Afstand          | Tijd    | Datum            | Plaats    |
| ---------------- | ------- | ---------------- | --------- |
| 100m vrije slag  | 48,50   | 31 januari 2016  | Luxemburg |
| 200m vrije slag  | 1.45,78 | 20 augustus 2014 | Berlijn   |
| 400m vrije slag  | 3.45,66 | 18 augustus 2014 | Berlijn   |
| 200m vlinderslag | 1.54,99 | 30 juli 2012     | Londen    |